# Machine Shop Records
Machine Shop Records je nahrávací společnost, kterou v roce 2001 založili členové americké rockové skupiny Linkin Park Brad Delson a Mike Shinoda. Vydavatelství vydává singly a alba v žánrech jako rock, hip hop, undergroundový hip hop, alternativní rock a nu metal.
Vydavatelství podepsalo smlouvy s několika umělci ještě před jejich průlomem do mainstreamu, včetně Holly Brook (jejíž jméno bylo později změněno na Skylar Grey), Styles of Beyond, No Warning a Shinodova bočního projektu Fort Minor.

## Umělci

### Současní hudebníci
| Hudebník                | Rok podepsání | Vydání pod společností |
| ----------------------- | ------------- | ---------------------- |
| Linkin Park             | 2001          | 20                     |
| Dean DeLeo              | 2005          | —                      |
| No Consequence          | 2009          | 3                      |
| LNDN                    | 2011          | 2                      |
| No Warning              | 2003          | 2                      |
| Ryan Giles              | 2013          | 1                      |
| Beta State              | 2013          | 2                      |
| Linkin Park Underground | 2001          | 16                     |
| Fort Minor              | 2005          | 4                      |

### Bývalí hudebníci
| Hudebník          | Roky pod společností | Vydání pod společností |
| ----------------- | -------------------- | ---------------------- |
| Styles of Beyond  | 2005–2007            | 1                      |
| Skylar Grey       | 2005–2009            | 3                      |
| Simplistic        | 2002–2005            | 1                      |
| The Rosewood Fall | 2006                 | 1                      |

### Současní producenti
- Mike Shinoda
- Brad Delson
- Rob Cavallo

### Bývalí producenti
- Rick Rubin
- Scoop DeVille
- DJ Green Lantern
- DJ Cheapshot
- Vin Skully
- Jay-Z

## Vedení společnosti
- Mike Shinoda - Zakladatel, prezident
- Brad Delson - Zakladatel, prezident
- Bill Silva - Provozní ředitel
- Jessica Sklar - Ředitel pro strategii, partner
- Ryan DeMarti - Ředitel provozu
- Trish Evangelista - Projektový manažer
- Lorenzo Errico - Digitální manažer
- Kymm Britton – publicista
- Kas Mercer – publicista